# 미니언 메이헴
미니언 메이헴(영어: Despicable Me Minion Mayhem)은 유니버설 스튜디오 플로리다, 유니버설 스튜디오 할리우드, 유니버설 스튜디오 재팬에 있는 4D 컴퓨터 애니메이션 놀이기구이다. 유니버설 스튜디오의 일루미네이션 엔터테인먼트가 제작한 2010년 공개된 영화 《슈퍼배드》와 미디어 믹스를 기반으로 하고 있다.